# Josep Rifós
Josep Rifós fou vicari general de Barcelona. Durant la Guerra de Successió Espanyola, destacà per la seva defensa de Barcelona des de l'Església. Organitzà una reunió de teòlegs per debatre si la guerra era una causa justa i consultà als feligresos a través dels confessionaris de la diòcesi per saber si estaven disposats a donar-ho tot en el conflicte. Finalment, els caps de l'Església de Barcelona animaren a participar en la guerra a favor d'una causa que consideraven justa i moral. Rifós contribuí a alimentar l'exaltació popular per la guerra, fet que provocà que les autoritats arribessin a demanar prudència.
Rifós defensava entre els barcelonins que l'excel·lència en les virtuts religioses duria a Déu, per mitjà de la Mare de Déu de la Mercè, a la victòria. L'historiador Salvador Sanpere i Miquel assenyala que Rifós, amb altres eclesiàstics, contribuí a crear entre la població la fe en el miracle final. Segons descrivia Francesc de Castellví, «el Vicario General, D. Joseph Rifós, con aplicación animava al pueblo a todos los actos de devoción, […] exhortando a toda clase de gentes a dejar los vicios y a abrazar las virtudes». Un d'aquests actes de devoció seria una processó de la imatge de la Mare de Déu de la Mercè des de la basílica de la Mercè fins a l'altar major de la catedral, on amb altres patrons de la ciutat, es presentaria un memorial de greuges per demanar la seva intercessió en el conflicte bèl·lic.
Després del Setge de Barcelona, el 2 d'octubre de 1714, fou deportat juntament amb cinquanta-cinc eclesiàstics més i fou substituït pel degà de la catedral el canonge Baltasar de Bastero.
La figura de Josep Rifós s'ha posat d'exemple com a capellà que defensà aferrissadament Barcelona en contraposició als prelats d'alt rang de l'Església, que abandonaren les ciutats més importants durant la guerra.